# Bartolomé (Galápagos)
Die Insel Bartolomé ist eine der kleineren und geologisch jüngeren der Galápagos-Inseln. Sie liegt leicht östlich von San Salvador und hat eine Größe von 1,2 km². Sie ist nach dem britischen Seefahrer David Ewen Bartholomew benannt.
Die höchste Erhebung der Insel misst 114 Meter. Besondere Attraktionen sind die Strände, der auf Fotos von Galápagos häufig zu sehende Pinnacle Rock (deutsch Felsnadel, spanisch Pináculo) sowie Galápagos-Pinguine und Fischbestände.